# 이상태
이상태(1944년~ )는 대한민국의 식물분류학자이다. 식물분류학 및 진화학의 전문가로 꼽힌다.

## 약력
1969년에 성균관대학교 생물학과를 졸업하고, 1971년에 대학원 같은 과를 이수하였다. 1973년에 미국 켄트 주립 대학교 대학원 생물학과 석사 과정을 졸업했다. 논문 제목은 〈부처꽃과의 화분학과 식물분류학〉이다. 1977년에 미국 듀크 대학교 대학원 박사 과정을 〈피자식물 화분의 기능형태학적 연구〉로 졸업했다. 
귀국하여 1977년부터 1981년까지 전북대학교 생물학과 조교수를 역임했고, 1981년부터 성균관대학교 생물학과 교수로 일했다. 한국식물분류학회 회장, 영국 런던자연사박물관과 콜로라도주립대 객원교수 등을 역임했다. 2017년 현재 성균관대학교 명예교수이다.

## 저서
- 《현대식물분류학》(1991, 우성문화사), 이유성 공저
- 《한국식물검색집》(1997, 도서출판 아카데미서적)
- 《자연사박물관의 이해》(2005, 형설출판사)
- 《한국의 식물 가족들》(2013, 성균관대학교출판부)

## 참고 자료
- 《한국식물검색집》(1997, 도서출판 아카데미서적)